# Gabriel Zakuani
Gabriel "Gabby" Zakuani, född 31 maj 1986 i Kinshasa, är en kinshasa-kongolesisk fotbollsspelare som spelar för Dagenham & Redbridge.